# Campillo de Altobuey
Campillo de Altobuey – gmina w Hiszpanii, w prowincji Cuenca, w Kastylii-La Mancha, o powierzchni 172,41 km². W 2011 roku gmina liczyła 1600 mieszkańców.